# Fernandocrambus imperfecta
Fernandocrambus imperfecta là một loài bướm đêm trong họ Crambidae.